# Marcia Coello
Marcia Coello – ekwadorska judoczka.
Brązowa medalistka mistrzostw panamerykańskich w 1980 roku.